# Lacus Hiemalis

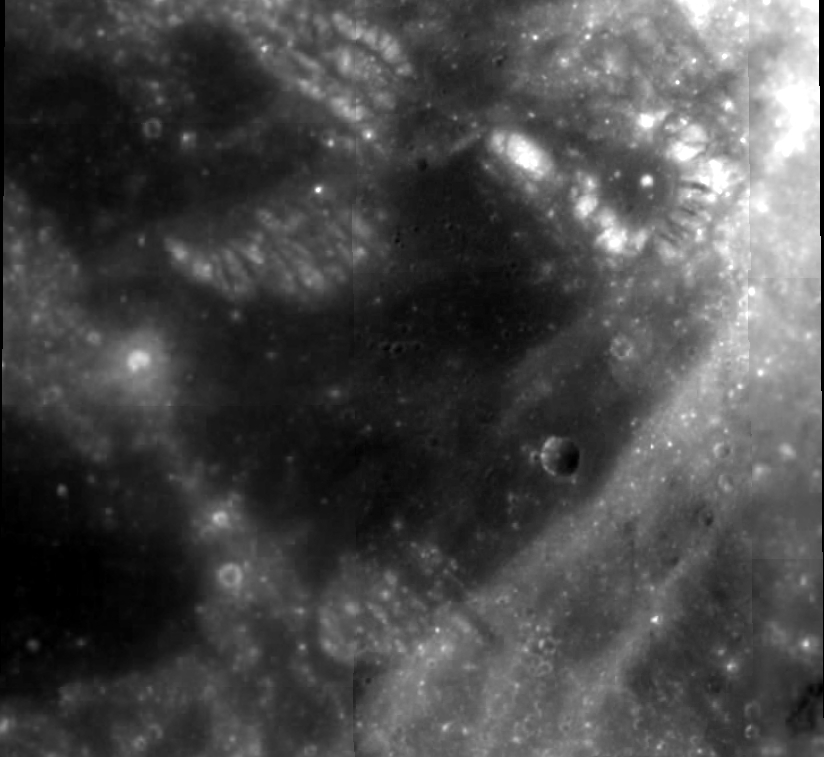
Lacus Hiemalis (uprostřed).

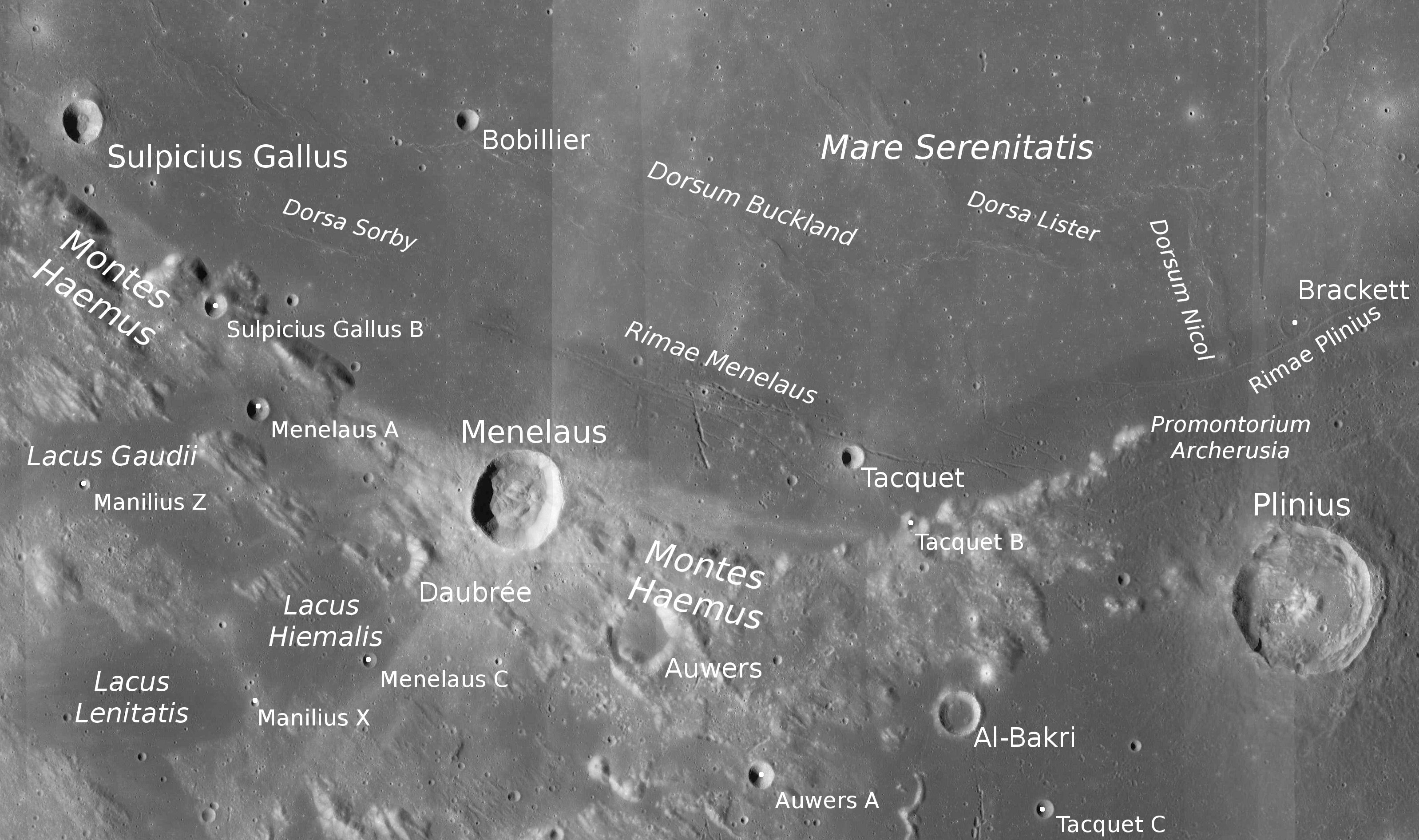
Poloha Lacus Hiemalis.

Lacus Hiemalis (česky Jezero zimy nebo Jezero zimní) je malé měsíční moře v oblasti mezi Mare Serenitatis (Moře jasu) a Mare Vaporum (Moře par). Tato oblast jihozápadně od pohoří Montes Haemus je bohatá na hladké planiny, mimo Lacus Hiemalis se zde nachází ještě Lacus Odii (Jezero nenávisti), Lacus Doloris (Jezero bolesti), Lacus Lenitatis (Jezero mírnosti), Lacus Gaudii (Jezero radosti) a Lacus Felicitatis (Jezero štěstí). Lacus Hiemalis má průměr cca 50 km, jeho střední selenografické souřadnice jsou 15,0° S a 14,0° V. Lacus Hiemalis leží východo-severovýchodně od Lacus Lenitatis a jihovýchodně od Lacus Gaudii. Severovýchodně se nachází výrazný kráter Menelaus.